# Corongo (província)
Corongo é uma província do Peru localizada na região de  Ancash. Sua capital é a cidade de Corongo.

## Distritos da província
- Aco
- Bambas
- Corongo
- Cusca
- La Pampa
- Yanac
- Yupan